# Cévkování

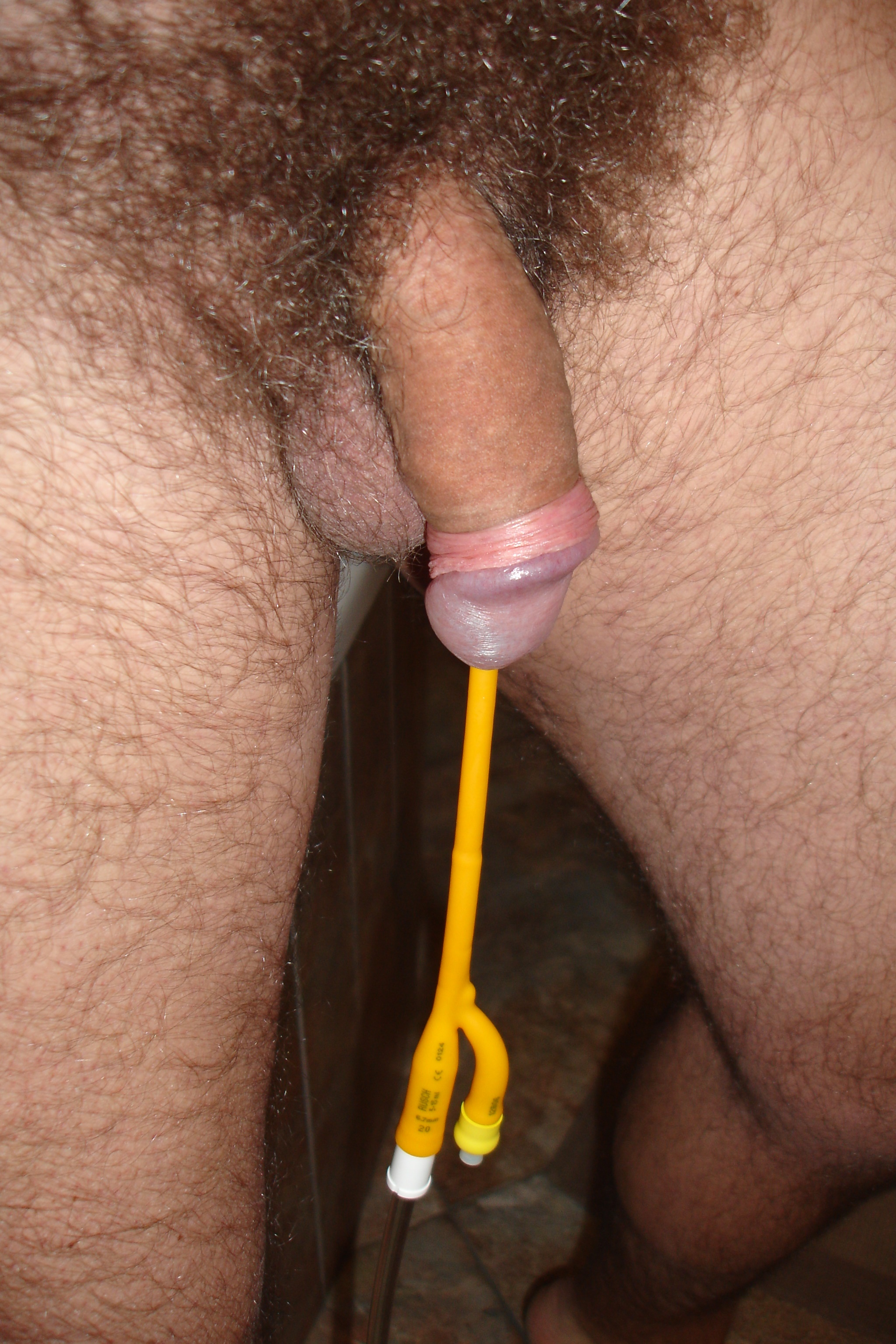
Foley catheter CH 20 - 05

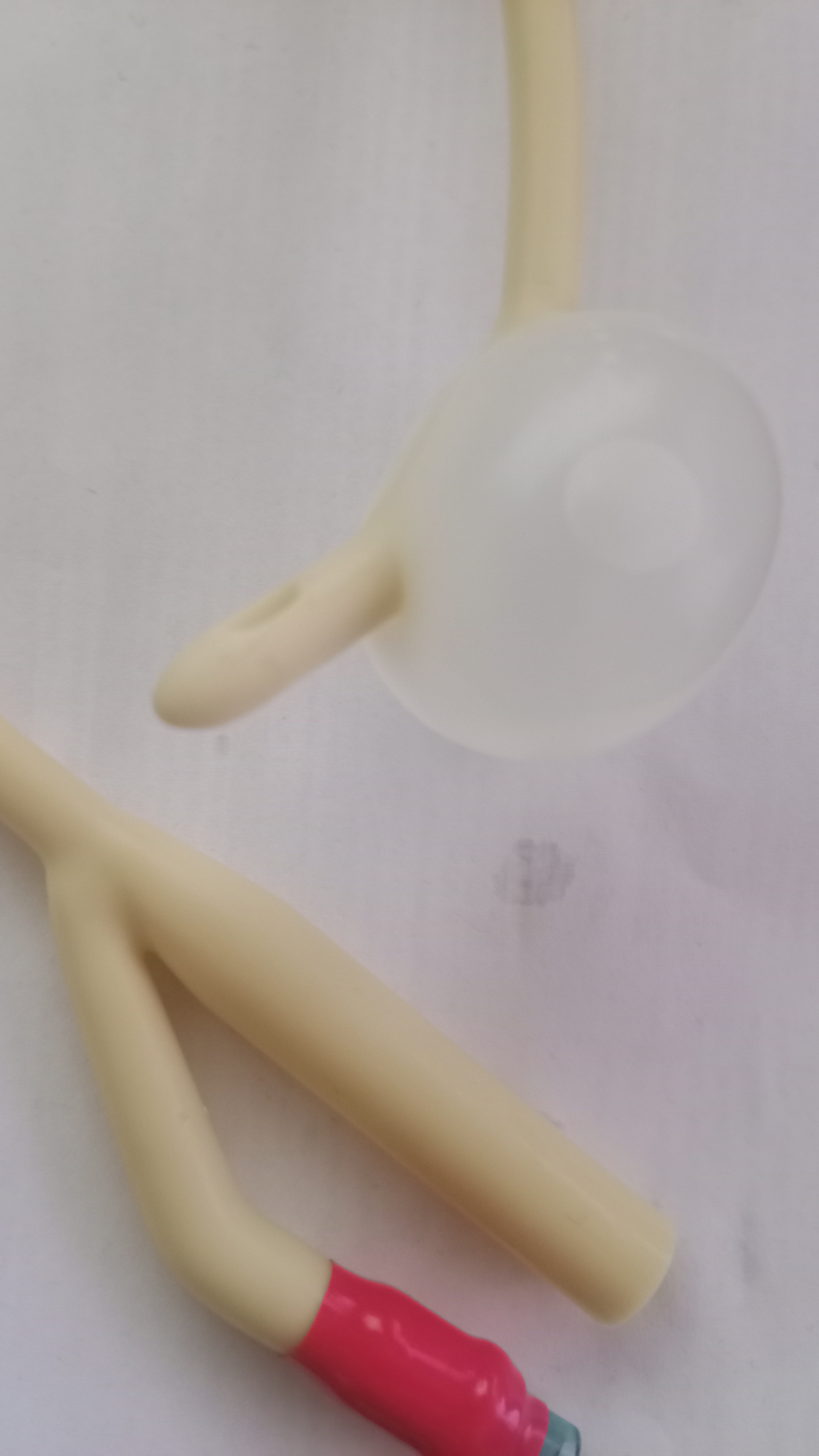
fixační balonek močového katetru Ch 18

Cévkování je urologická procedura odborněji močová katetrizace  pro odběr moči nebo různé výplachy močového měchýře pomocí katetru.

## Indikace
- při retenci (zadržování moči)
- výplach močového měchýře
- sledovaní diurézy (zbytková moč)
- pacienti s inkontinencí moči
- zavedení léčebné látky
- odběr sterilní moči pro laboratorní účely.

Podle potřeby a indikace se používá cévkování jednorázové či permanentní.

## Procedura
Močová trubice musí být před zavedením nebo výměnou katetru sterilně ošetřena dezinfekcí a lubrikačním gelem (Mesocain gel) pro snadnější zasunutí. Správné a pomalé zavádění katetru nezpůsobuje žádné trvalé nebo závažné problémy. Doba ponechání dlouhodobých katetrů je až 4 týdny. Při cévkování se používá většinou sterilní latexový nebo silikonový (dnes většinou balónkový) katetr. Při ženském cévkování jsou obvykle používány katetry se silikonový katetr Nelaton, při permanentní katetrizaci katetr Foley.
Katetr je vybaven zaoblenou špičkou pro zavedení bez spojů. Za špičkou jsou naproti ve stěnách dva otvory pro odvedení moči přes katetr, neboli přes močový svěrač měchýře. Katetry mohou mít nafukovací balónek za špičkou (obsah balónku 10-15 ml sterilního roztoku), který slouží proti vyklouznutí katetru z trubice. Naplnění balónku se provádí po úspěšném zavedení. Plní se injekční stříkačkou vedlejším kanálkem katetru. Má speciální ventil pro zadržení a pozdější vypuštění roztoku z balónku. Při jednorázovém použití se pak po vyprázdnění močového měchýře jednoduše roztok vypustí z balonku a katetr se pomalu vytáhne ven.
Je dobré po provedení procedury močové katetrizace po vypuštění fixačního balónku vyrovnat tlak ve prázdné stříkačce se vzduchem (fix balónku) aby pokrčený fixační balonek podtlakem při vytahovaní moč. katetru pac při vytahovaní cévky nezpůsoboval zbytečnou bolest. 

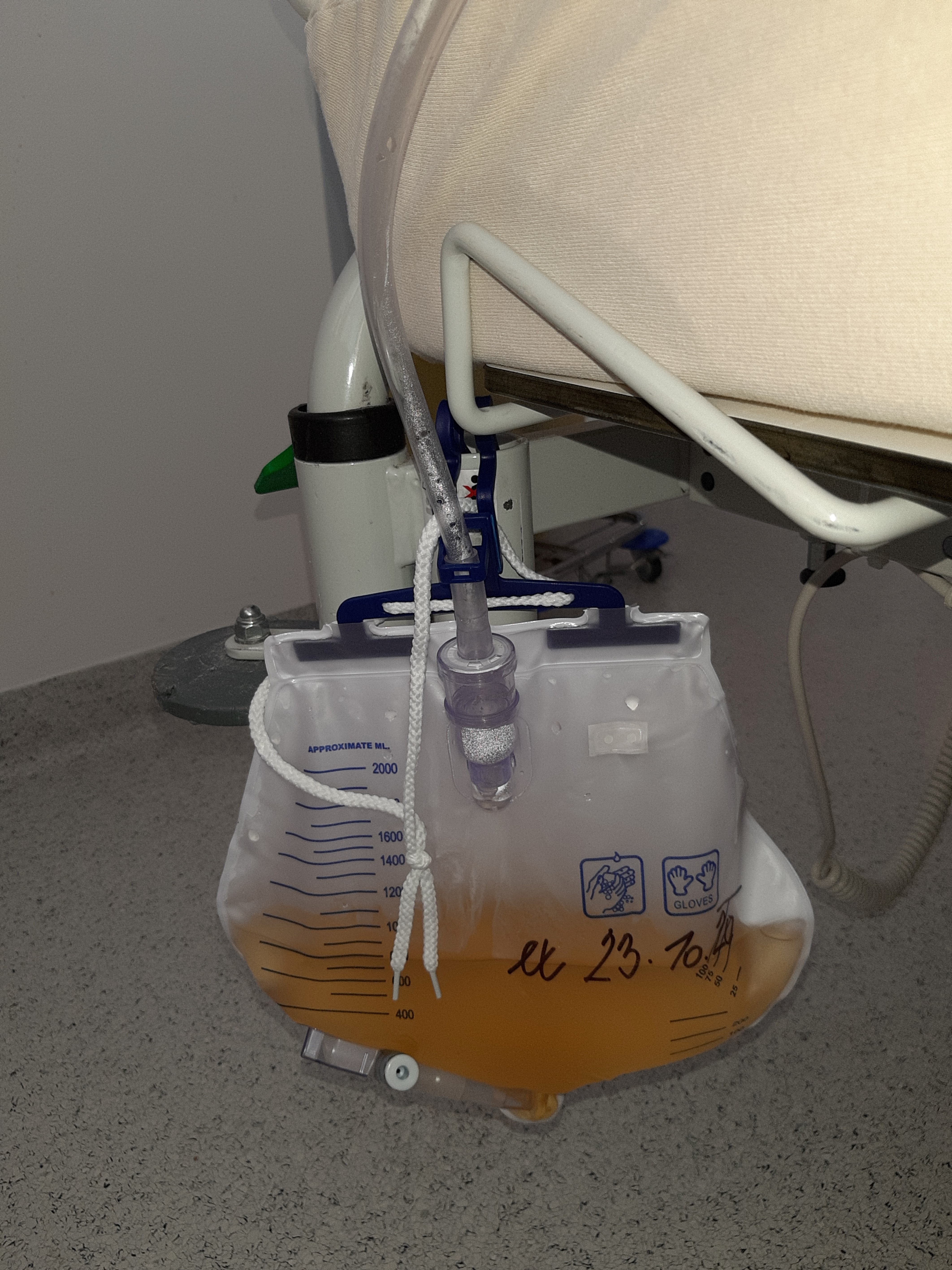
Sběrný nemocniční sáček, používaný během cévkování

## Historie
Až do revoluce se u nás používaly u mužů tvrdší gumové katetry. [zdroj?] Samotné katetrování (cévkování)  nebolelo, ale při vytažení hadičky došlo k podření močové trubice v místě žaludu. Moč pak působila v tom místě jako kyselina a močení bývalo velice bolestivé-nemocný močil po kapkách a vyl bolestí. Po revoluci se začaly používat měkké silikonové katetry a bylo po bolestech.[zdroj?] U žen se užívaly katetry kovové nebo skleněné.
Ve válečných dobách se katetrizace používala u zraněných, kteří se v poúrazovém šoku nemohli vymočit.[zdroj?]